# Euxoa waliarum
Euxoa waliarum är en fjärilsart som beskrevs av Pierre Claude Rougeot och François Louis Nompar de Caumont de Laporte 1983. Euxoa waliarum ingår i släktet Euxoa och familjen nattflyn. Inga underarter finns listade i Catalogue of Life.